# Maximo Yabes
Maximo Yabes (* 29. Januar 1932 in Lodi, Kalifornien; † 26. Februar 1967 bei Phú Hòa Ðông, Củ Chi) war ein First Sergeant der United States Army, der während eines Kampfeinsatzes im Vietnamkrieg tödlich verwundet und mit der Medal of Honor, der höchsten Tapferkeitsauszeichnung der US-Streitkräfte geehrt wurde.

## Biographie
Yabes wuchs in Oakridge, Oregon auf und besuchte die Oakridge High School, nach deren Absolvierung er 1950 in die Army eintrat. Mit der A-Kompanie, 4. Bataillon, 9. Infanterieregiment, 25. US-Infanteriedivision nahm er am Vietnamkrieg teil. Im Februar 1967 stellte die A-Kompanie den Sicherungsschutz für eine „Entlaubungsaktion“ zwischen der Stadt Củ Chi und einer Plantage. Die dortige Vegetation sollte entfernt werden, um Heckenschützen des Vietcong die Deckung zu nehmen und Hinterhalten vorzubeugen. 
Dabei wurde die Kompanie am frühen Morgen des 26. Februar ohne Vorwarnung durch einen Angriff des Vietcong stark bedrängt. Dem Gegner gelang dabei mit Mörserunterstützung das Durchbrechen des Stacheldrahtverhaues und der direkte Angriff auf die Unterstände der Soldaten. 1st Sgt. Yabes koordinierte die Abwehr und kam dem bedrängten Kommandounterstand zu Hilfe, der bereits in Wurfweite feindlicher Handgranaten lag. Als einige Handgranaten durch die Öffnung des Unterstandes geworfen wurden, warnte Yabes seine Kameraden und benutzte seinen Körper als Schutzschild, wobei er durch unzählige Metallsplitter schwere Verwundungen davontrug.
Nachdem er somit ein Überrennen des Kommandounterstandes verhindert hatte, lief er rund 50 Meter über offenes Gelände in einen weiteren Unterstand, wo er den Granatwerfer eines gefallenen Kameraden übernahm und damit einen weiteren Einbruch des Gegners durch die Stacheldrahtbarriere verhindern konnte. Nachdem er noch zwei verwundete Kameraden aus feindlichem Feuer geborgen und in Sicherheit gebracht hatte, stürmte er auf die Einbruchstelle des Gegners zu und vernichtete im Nahkampf eine Maschinengewehrstellung, wobei er jedoch tödliche Verletzungen davontrug.
Laut Divisionsbericht soll der Mut, das Führungsverhalten und die Selbstlosigkeit von 1st Sgt. Yabes seine Männer zum Halten der Stellungen inspiriert haben. Er wurde mit allen militärischen Ehren auf dem Fort Logan National Cemetery in Denver beigesetzt. Im Greenwaters Park von Oakridge wurde ein Denkmal für ihn errichtet und in El Paso wurde eine Straße nach ihm benannt (Maximo Yabes Street).
US-Präsident Lyndon B. Johnson lud dessen Ehefrau und Kinder ins Weiße Haus ein, wo er Maximo Yabes posthum die Medal of Honor verlieh und an seine Familie übergab. Zu seinen weiteren Auszeichnungen zählen das Purple Heart und das Vietnam-Tapferkeitskreuz mit Palmen.